# 2. Feldhockey-Bundesliga 2018/19 (Damen)
Die Saison 2018/19 der 2. Bundesliga Damen startete am 9. September 2018 und endete am 17. Juni 2019.

## Tabellen
Legende:

| (A) | Absteiger aus der 1. Bundesliga |
| (N) | Aufsteiger aus der Regionalliga |
|     | Aufsteiger in die 1. Bundesliga |
|     | Absteiger in die Regionalliga   |

| Platz | Club                    | Spiele | Tore  | Punkte |
| ----- | ----------------------- | ------ | ----- | ------ |
| 1.    | Großflottbeker THGC (A) | 14     | 50:09 | 39     |
| 2.    | Club Raffelberg (A)     | 14     | 48:23 | 28     |
| 3.    | Bonner THV              | 14     | 22:20 | 25     |
| 4.    | Crefelder HTC (N)       | 14     | 18:28 | 20     |
| 5.    | Kölner HTC Blau-Weiss   | 14     | 24:24 | 18     |
| 6.    | Eintracht Braunschweig  | 14     | 26:34 | 13     |
| 7.    | Klipper THC             | 14     | 18:27 | 12     |
| 8.    | Club zur Vahr (N)       | 14     | 17:58 | 09     |

| Platz | Club                     | Spiele | Tore  | Punkte |
| ----- | ------------------------ | ------ | ----- | ------ |
| 1.    | Rüsselsheimer RK         | 14     | 53:19 | 34     |
| 2.    | TC Blau-Weiss Berlin (N) | 14     | 25:18 | 26     |
| 3.    | TuS Obermenzing          | 14     | 24:26 | 23     |
| 4.    | TuS Lichterfelde         | 14     | 33:18 | 22     |
| 5.    | Feudenheimer HC          | 14     | 25:27 | 21     |
| 6.    | Nürnberger HTC (N)       | 14     | 29:30 | 20     |
| 7.    | Bietigheimer HTC         | 14     | 23:43 | 08     |
| 8.    | Eintracht Frankfurt      | 14     | 05:36 | 05     |

## Auf- und Abstieg
Die jeweils Ersten der beiden Gruppen steigen in die 1. Bundesliga auf.
Die beiden letzten Teams der 1. Bundesliga steigen in ihre jeweilige Gruppen ab, dies sind für die nächste Saison der TSV Mannheim und der Bremer HC. Durch die Aufstockung auf 10 Mannschaften gibt es dieses Jahr nur je einen Absteiger je Gruppe, dies sind im Norden der Club zur Vahr und im Süden Eintracht Frankfurt. 
Die beiden Sieger der Regionalligen Nord und West steigen in die Gruppe Nord, die Sieger der Regionalligen Ost und Süd in die Gruppe Süd auf. Durch die Aufstockung werden dieses Jahr zwei Gruppen-Zweite aus den Regionalligen aufsteigen, entsprechend der Ligazugehörigkeit der beiden Absteiger kommen sie aus der RL Nord und RL Süd. Zweite Mannschaften können nicht in die Bundesliga aufsteigen, in diesen Fällen rückt die bestplatzierte erste Mannschaft der Regionalliga nach.
Aufsteiger aus der Regionalliga für die nächste Saison sind im Süden die HG Nürnberg, TSV Schott Mainz und ATV Leipzig, im Norden der Hamburger Polo Club, die TG Heimfeld und ETuF Essen.